# Dragica Fabjan Andritsakos
Dragica Fabjan Andritsakos (grško Ντράγκιτσα Φαμπιάν Ανδριτσάκος), slovenska filologinja in prevajalka * 2. oktober 1966, Maribor.
Rojena v Mariboru, profesorica stare in moderne grščine ter latinščine, doktorica jezikoslovnih ved, prevajalka iz stare in moderne grščine ter latinščine.
Na ljubljanski Filozofski fakulteti je študirala klasično filologijo ter nato v Ljubljani in Filozofski fakulteti v Atenah nadaljevala študij sodobne grške književnosti in pridobila doktorat znanosti. Izpopolnjevala se je na univerzah v Atenah, Solunu in Ioannini.  Živi in dela v Ljubljani in Atenah. 